# Madhavi Mudgal
Madhavi Mudgal, née le 4 octobre 1951 à Odisha, est une danseuse et une chorégraphe — issue d’une famille dont l’influence sur la danse et la musique classique indienne est majeure — connue en particulier pour son interprétation d’un type de danse appelé odissi.

## Biographie
Madhavi Mudgal est la fille de Vinay Chandra Maudgalya, fondateur de Gandharva Mahavidyalaya, l'une des plus célèbres écoles pour la musique hindoue savante et la danse classique à New Delhi. Elle a hérité de sa famille cette passion pour la danse. Elle a d'abord appris le bharata natyam et le kathak, mais finalement elle a choisi l’odissi comme moyen d'expression. Son art de l’odissi s'est perfectionné sous la tutelle du gourou Kelucharan Mohapatra,.
Elle est connue dans le monde entier pour sa connaissance de l'art chorégraphique et son action de pédagogue pour former de nouveaux danseurs à mieux maîtriser l’odissi,.
Elle a été saluée pour ses prestations de danseuse ou chorégraphe dans le monde entier, comme par exemple à Édimbourg au Royaume-Uni, à Patna au nord-est de l’Inde, au Festival Internacional Cervantino à Mexico, à Kuala Lumpur en Malaisie, à Lyon, à Vaison-la-Romaine, ou encore au Théâtre de la Ville à Paris.
Madhavi Mudgala s’est vu remettre plusieurs prix et distinctions, dont le Sanskriti Award, en 1984, le prix Padma Shri du gouvernement indien en 1990, le Orissa State Sangeet Natak Akademi Award en 1996, une Médaille de la Ville de Paris en 1997, le Central Sangeet Natak Akademi Award en 2000, le Delhi State Parishad Samman, 2002 et le titre Nritya Choodamani en 2004,.

## Tradition familiale artistique
Outre son père, son frère Madhup Mudgal, lauréat du prix Padma Shri, est également notoire comme chanteur, pour ses interprétations khayal et bhajan, et comme compositeur, chef d'orchestre et directeur de l'école de musique et de danse Gandharva Mahavidyalaya de New Delhi depuis 1995,. Deux des filles de son frère Madhup travaillent avec elle comme danseuses, Arushi, et Sawani.